# Smittium insulare
Smittium insulare är en svampart som beskrevs av Strongman 2007. Smittium insulare ingår i släktet Smittium och familjen Legeriomycetaceae.   Inga underarter finns listade i Catalogue of Life.